# Trevões
Trevões é uma vila portuguesa que foi sede da extinta Freguesia de Trevões, do município de São João da Pesqueira, no Distrito de Viseu, freguesia que tinha 21,55 km² de área e 540 habitantes (2011), tendo por isso uma densidade populacional de 25,1 hab/km². 
Apesar do seu estatuto oficial de vila, faz parte da «Rota das Aldeias Vinhateiras do Douro».
Trevões foi sede de concelho entre 1159 e 1855. Inicialmente, era constituído apenas pela freguesia da sede e tinha, em 1801, 902 habitantes.
Após as primeiras reformas administrativas do Liberalismo (Decreto de 6 de Novembro de 1836), foram-lhe anexadas as freguesias de Castanheiro do Sul, Espinhosa, Pereiro, Paredes da Beira, Penela da Beira, Póvoa de Penela, Riodades, Valongo dos Azeites e Várzea de Trevões. Em 1849 tinha 5 804 habitantes.
Pelo Decreto de 24 de Outubro de 1855, o concelho de Trevões foi extinto, perdendo a localidade o seu estatuto de vila e sendo as suas freguesias então divididas entre os concelhos de Penedono e São João da Pesqueira.
A povoação de Trevões foi de novo elevada à categoria de vila em 1995.
Em 2013, a Freguesia de Trevões foi extinta e agregada à freguesia de Espinhosa para criar a União das Freguesias de Trevões e Espinhosa.
Trevões foi berço do filósofo José Maria da Cunha Seixas e do Visconde de Trevões Emídio José Ló Ferreira.

## População
A tendência de evolução populacional é negativa. As causas são comuns: as pessoas deslocam-se para o litoral ou para o estrangeiro na procura de melhores condições de vida, especialmente os casais jovens que têm ou planeiam ter filhos, sobretudo quando ambos trabalham .
| População da freguesia de Trevões | População da freguesia de Trevões | População da freguesia de Trevões | População da freguesia de Trevões | População da freguesia de Trevões | População da freguesia de Trevões | População da freguesia de Trevões | População da freguesia de Trevões | População da freguesia de Trevões | População da freguesia de Trevões | População da freguesia de Trevões | População da freguesia de Trevões | População da freguesia de Trevões | População da freguesia de Trevões | População da freguesia de Trevões |
| --------------------------------- | --------------------------------- | --------------------------------- | --------------------------------- | --------------------------------- | --------------------------------- | --------------------------------- | --------------------------------- | --------------------------------- | --------------------------------- | --------------------------------- | --------------------------------- | --------------------------------- | --------------------------------- | --------------------------------- |
| 1864                              | 1878                              | 1890                              | 1900                              | 1911                              | 1920                              | 1930                              | 1940                              | 1950                              | 1960                              | 1970                              | 1981                              | 1991                              | 2001                              | 2011                              |
| 1 142                             | 1 205                             | 1 149                             | 1 069                             | 1 111                             | 1 022                             | 992                               | 1 087                             | 1 083                             | 1 089                             | 837                               | 871                               | 795                               | 639                               | 540                               |

| Distribuição da População por Grupos Etários | Distribuição da População por Grupos Etários | Distribuição da População por Grupos Etários | Distribuição da População por Grupos Etários | Distribuição da População por Grupos Etários | Distribuição da População por Grupos Etários | Distribuição da População por Grupos Etários | Distribuição da População por Grupos Etários | Distribuição da População por Grupos Etários | Distribuição da População por Grupos Etários |
| -------------------------------------------- | -------------------------------------------- | -------------------------------------------- | -------------------------------------------- | -------------------------------------------- | -------------------------------------------- | -------------------------------------------- | -------------------------------------------- | -------------------------------------------- | -------------------------------------------- |
| Ano                                          | 0-14 Anos                                    | 15-24 Anos                                   | 25-64 Anos                                   | > 65 Anos                                    |                                              | 0-14 Anos                                    | 15-24 Anos                                   | 25-64 Anos                                   | > 65 Anos                                    |
| 2001                                         | 98                                           | 103                                          | 303                                          | 135                                          |                                              | 15,3%                                        | 16,1%                                        | 47,4%                                        | 21,1%                                        |
| 2011                                         | 62                                           | 51                                           | 257                                          | 170                                          |                                              | 11,5%                                        | 9,4%                                         | 47,6%                                        | 31,5%                                        |

Média do País no censo de 2001:  0/14 Anos-16,0%; 15/24 Anos-14,3%; 25/64 Anos-53,4%; 65 e mais Anos-16,4%
Média do País no censo de 2011:   0/14 Anos-14,9%; 15/24 Anos-10,9%; 25/64 Anos-55,2%; 65 e mais Anos-19,0%

## Património
- Capela de Nossa Senhora da Conceição (Trevões)
- Capela de Nossa Senhora da Graça (Trevões)
- Capela de Nossa Senhora da Piedade (Trevões)
- Capela de Santa Bárbara (Trevões)
- Capela de Santo António (Trevões)
- Capela de São Paio e Santa Rita
- Capela do Mártir São Sebastião (Trevões)
- Casa do Adro (Trevões)
- Fonte do Concelho
- Igreja Matriz de Santa Marinha de Trevões
- Museu de Arte Sacra e Oficina de Cultura de Trevões
- Museu etnográfico de Trevões
- Nicho do Senhor da Boa Passagem
- Palacete de Almeida Coutinho
- Solar da família Caiado Ferrão
- Solar do Paço Episcopal de Trevões

## Personalidades ilustres
- Visconde de Trevões
- José Maria da Cunha Seixas.

## Cultura
Em Trevões, a semana cultural, realizada na primeira semana de Agosto, consta de torneios, concertos, DJ's, bailes e cantares. Mas o que mais atrai os visitantes a esta freguesia são as montarias ao javali, já que vem muita gente de longe para participar neste evento cinegético.

## Artesanato
Em Trevões existiu apenas um tanoeiro, já falecido, que fabricava peças de madeira, como socos e pipas de vinho.
Existiram ainda diversos cesteiros e latoeiros, que trabalhavam o vime e a chapa, fabricando gigas, cestas e cestos e todo o tipo de utensílios em chapa, respectivamente.